# 梔子色
梔子色（くちなしいろ、支子色）は、日本の伝統色の1つ。別名は「謂はぬ色」。アカネ科の低木である、クチナシの果実に由来する染料で染め出す。仕上がりは赤黄色。
厳密には、クチナシで染めた黄色に、ベニバナの赤をわずかに重ね染めした色を指し、クチナシのみで染めた色自体は黄支子（きくちなし）と呼んで区別された。

## 概要
『延喜式』によれば、「深支子綾一疋 紅花大十二両 支子一斗」と、紅花との重ね染めであることが書かれている。これは、皇太子の御袍の色である黄丹と配合が違うだけで、使用する染料は同一である。『日本三代実録』には、色の浅深を問わず皇太子以外の人物が使用することを禁じたとあり、いわゆる禁色となっていた。ただし、通常の梔子染めである黄支子は禁制にはなっていない。
クチナシと「口無し」を掛けた、「謂はぬ色」という別名でも呼ばれ、『新古今和歌集』巻十六には、円融天皇の御歌として「ここのへにあらで八重咲く山吹のいはぬ色をば知る人ぞなし」、素性法師の「山吹の花色衣主や誰問へど答へずくちなしにして」などの歌が残るなど、歌人に好まれた題材でもあった。
『古今和歌集』巻十九には、「耳成の山のくちなし得てしがな思ひの色の下染めにせむ」という、読人知らずの歌があるが、これは緋色を染める際の下染めにクチナシが使われていたことを踏まえたものである。
襲の色目では「支子色の襲」といい、表が黄色、裏も黄色の四季通用の衣服であった。